# 1972년 예멘 전쟁
제1차 예멘 전쟁, 1972년 예멘 전쟁은 예멘 아랍 공화국(북예멘)과 예멘 인민민주공화국(남예멘) 간의 짧은 군사 분쟁이다.

## 배경
남아라비아 연맹(SAL) 반군이 1972년 2월 20일 사우디아라비아에서 남예멘 동부 지역의 진지를 공격했다. 반군은 1972년 2월 24일 남예멘 정부군의 공격으로 패배했으며, 군사적 적대 행위 중 약 175명의 반군이 사망했다. 알리 나시르 무함마드 총리는 1972년 5월 22일 SAL 반군의 암살 시도에서 살아남았다. 1972년 7월 9일, 정부 전복 음모를 꾸민 6명이 사형 선고를 받았다. 사우디아라비아는 남예멘에 계속 반대하고 다가오는 투쟁에서 북예멘 군대를 지원했다.

## 분쟁
북예멘의 공격으로 시작된 전쟁은 북예멘 내전 발발 10주년이 되는 1972년 9월 26일에 시작되었다. 다양한 정치 집단 구성원과 남예멘 출신 망명 부족원으로 구성된 병력이 리비아에서 제공한 FV601 살라딘 장갑차와 북예멘 군이 기증한 포병으로 무장하고 카타바 지역의 남예멘을 침공했다. 이에 남예멘은 여러 대대를 예멘 아랍 공화국 (북예멘)과의 국경 지역으로 이동시켰다. 남예멘 공군 (PDRYAF)도 북예멘군이 침공한 지역과 그들의 군사 진지를 폭격하기 시작했다. 9월 30일, 그러한 임무 중 하나에서 PDRYAF MiG-17 전투기가 격추되고 조종사가 사망했다. 결국, 공중 지원을 받은 남예멘군의 반격으로 침략군에 200명 이상의 사상자가 발생했고, 모든 잃어버린 영토를 되찾았다. 전반적으로 짧은 전쟁 동안 남예멘군은 잘 계획된 작전을 수행할 수 있는 능력을 보여주었다. 그들의 보급 체계는 적절했고, 지상 공격 및 보급 임무에서 공군의 작전은 효과적인 것으로 평가되었다. 이 분쟁 동안 예멘 아랍 공화국 (북부)은 사우디아라비아, 요르단, 이집트, 이란, 영국 및 미국의 지원을 받았고, 예멘 인민민주공화국 (남부)은 소련, 체코슬로바키아, 이라크, 리비아 및 쿠바의 지원을 받았다.

## 여파

### 1972년 카이로 협정
전투는 일찍 끝났다. 전쟁은 23일 후인 10월 19일, 휴전으로 끝났다. 이어서 10월 28일 카이로 협정이 체결되었는데, 이는 "자유롭고 직접적인" 선거를 기반으로 "공화주의적, 민족적, 민주적인" 국가로 두 나라를 통일하려는 계획을 제시했다.

### 1970년대 후반의 적대 행위
남예멘은 1970년대 중반 북부에서 광범위한 반군 운동인 국가민주전선 (NDF)을 선동하고 자금을 지원했다.

## 같이 보기
- NDF 반란
- 1979년 예멘 전쟁
- 예멘의 현대사
- 예멘이 참전한 전쟁 목록

## 참고 문헌
- Cooper, Tom (2017). 《Hot Skies Over Yemen, Volume 1: Aerial Warfare Over the South Arabian Peninsula, 1962-1994》. Solihull, UK: Helion & Company Publishing. ISBN 978-1-912174-23-2.

## 추가 자료
- Brandt, Marieke (2019년 5월 4일). 《A tribe and its states: Yemen’s 1972 Bayḥan massacre revisited》. 《Middle Eastern Studies》 55. 319–338쪽. doi:10.1080/00263206.2018.1540415. ISSN 0026-3206.